# Wōkòu
Wōkòu 倭寇 eller japanske pirater var pirater som hærgede langs de kinesiske og koreanske kyster mellem 12- og 1500-tallet. I den mest aktive periode var de japanske pirater dog hverken japanske eller pirater. De bestod da for det meste af kinesiske militssoldater, handelsmænd og smuglere, samt portugisiske sømænd og handelsmænd. En lille andel var japanske soldater, ronin, smuglere og handelsmænd.
Den første fase af wōkòu-aktivitet begyndte i 1200-tallet og fortsatte til anden halvdel af 1300-tallet. I denne fase bestod piraterne kun af japanske pirater som opererede i det Gule Hav og som hovedsagelig angreb mål på den koreanske halvø og Kina. Den anden fase fandt sted i begyndelsen af 1600-tallet. I denne periode var wokouerne af mere blandet sammensætning og virksomheden spredte sig til havene i Østasien og de store floder, som for eksempel Yangtze.
Navnet «wōkòu» kommer fra wa eller wo, som sigter til Japan, og kou, som betyder bandit.
Et af den kinesiske kejsermagts tiltag mod wōkòu-røveriet var hai jin-politikken, som indebar forbud mod privat søfartshandel. Men denne politik blev i virkeligheden en medvirkende årsag til at sørøveriet varede ved, eftersom forarmede kinesere i kystområderne ikke kunne ernære sig og gik over til røveri.
| Historie | Spire Denne historieartikel er en spire som bør udbygges. Du er velkommen til at hjælpe Wikipedia ved at udvide den. |